# Kubánská osma

Schéma úplné kubánské osmy. Ve středním křížení dochází k půlvýkrutům, na periferii zaoblení smyček k přemetům.

Schéma poloviční kubánské osmy

Kubánská osma je prvek letecké akrobacie ve tvaru položeného čísla osm, prováděný jak letadly, tak i rádiem řízenými modely. Jedná se o prvek složený z přemetů a výkrutů, s možností různých variací. Charakteristickou vlastností všech typů kubánské osmy jsou dráhy se šikmou trajektorií v úhlu 45°, které se kříží ve středovém bodu, který je i centrem výkrutů. Variantami prvku jsou „poloviční kubánská osma“  a „obrácená poloviční kubánská osma“.
Na počátku prvku letadlo díky přitažení přechází do normálního přemetu a poté klesá po dráze v úhlu 45°, následují půlvýkrut a opět normální přemet s druhou trajektorií klesání v úhlu 45°, která přechází v půlvýkrut a navazující vodorovný let po přímé trajektorii v letové výšce počátku obratu.
Prvek zavedl původně americký mechanik a následně letec v Armádní letecké službě Len Povey, jenž se po ukončení vojenské služby podílel na rozvoji kubánského letectva. Akrobatickému manévru dal i název. Neplánovaně tento prvek předvedl v Miami během letecké přehlídky All American Air Race Meeting v roce 1936. Na dotaz po přistání, o jaký manévr se jednalo, odpověděl: „Prostě kubánská osma.“